# Королівська музична академія
Королівська музична академія  (англ. Royal Academy of Music)  — це консерваторія в Лондоні, підпорядкована Лондонському університету. Заснована 1822 року і є найстаршим вищим навчальним закладом Британії музичного профілю. Під королівською опікою перебуває з 1830 року. За британськими законами має статус благодійної організації.
Корпус музичної академії міститься в центрі Лондона, поряд з Ріджентс-парком.
Академія має музей, в якому зберігаються, зокрема, колекція старовинних струнних інструментів (1650–1740), фортепіано (1790–1850 років), а також рукописи Генрі Перселла, Фелікса Мендельсона, Ференца Ліста, Йоганнеса Брамса.
Серед випускників: Джон Барбіроллі, Елтон Джон, Енні Леннокс, Майкл Найман, Саймон Реттл, Артур Салліван.
Серед викладачів: Лідія Мордкович.